# ميلر أندرسون
ميلر أندرسون (بالإنجليزية: Miller Anderson) هو غطاس أمريكي، ولد في 27 ديسمبر 1922 في كولومبوس في الولايات المتحدة، وتوفي بنفس المكان في 29 أكتوبر 1965.

## وصلات خارجية
- ميلر أندرسون على موقع الاتحاد الدولي للسباحة (الإنجليزية)
- ميلر أندرسون على موقع قاعة مشاهير السباحة العالمية (الإنجليزية)
- ميلر أندرسون على موقع اللجنة الأولمبية الدولية (الإنجليزية)
- ميلر أندرسون على موقع أوليمبيديا (الإنجليزية)